# Phodzsangmacsha
A phodzsangmacsha (hangul: 포장마차, handzsa: 布帳馬車, RR: pojangmacha, ’sátorral fedett szekér’; röviden 포차, phocsha) az utcai ételárusok elnevezése Dél-Koreában. Ezek lehetnek standok, mobilétkezdék, illetve műanyag sátrak. Jellemzőjük, hogy késő éjjelig-hajnalig nyitva tartanak, gyorsan elfogyasztható ételeket, alkoholt és alkohol mellé fogyasztott andzsu kísérőket kínálnak. Népszerűek az irodai dolgozók körében, akik munka után gyakran egy-egy phocshában találkoznak a munkatársakkal vagy isznak egyedül. Szöulban 2012-ben körülbelül 3100 ilyen utcai bódé volt.

## Története
A phocsha a japán uralom megszűnése után jelent meg, eleinte csak sült verebet és szodzsut árultak ilyen utcai bódékban, az 1970-es évektől kezdve szélesedett a kínálat, felkerült a menüre többek között a csirkeláb, a grillezett hal, a tészta, a makkolli és a sör.

## Jellemzői
A legtöbb phodzsangmacsha sátras jellegű, a járda szélén húzzák fel őket, általában egyszerű a berendezésük, műanyag székekkel és asztalokkal, de vannak mobil phocshák is, ahol gyorsan, állva fogyaszthatóak az ételek, vagy elvitelre lehet kérni. Jellemző harapnivalók a ttokpokki, a thügim, az omuk (어묵) vagy odeng (오뎅), a szunde (순대, a véres hurkához hasonló étel), a cson, a kimbap, a hottok vagy a pungoppang (붕어빵).

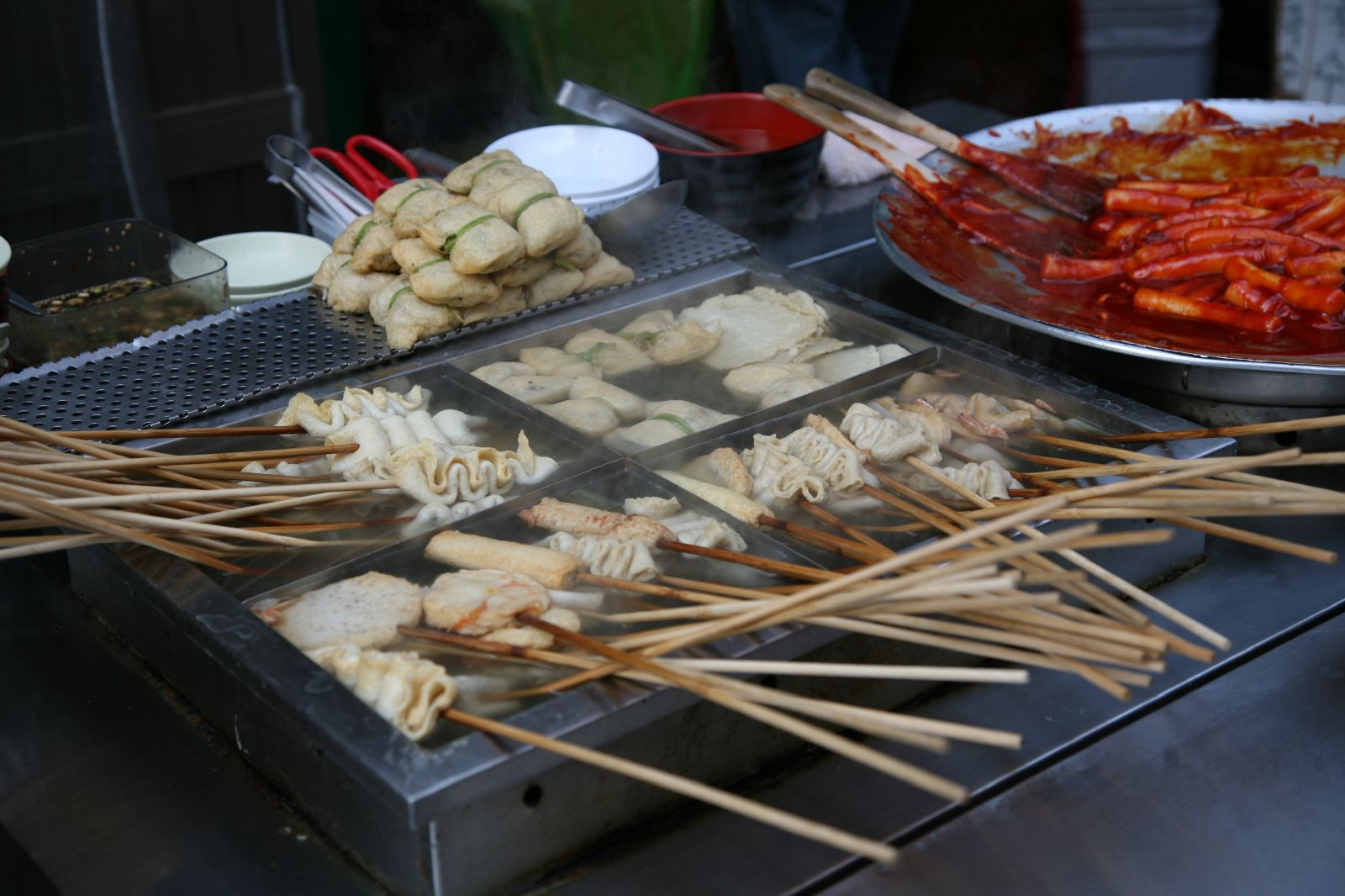
Elöl: omuk vagy más néven odeng: halhúsból készült, nyársra húzott massza, melyet hallevesben megfőznek;[4] hátul: ttokpokki
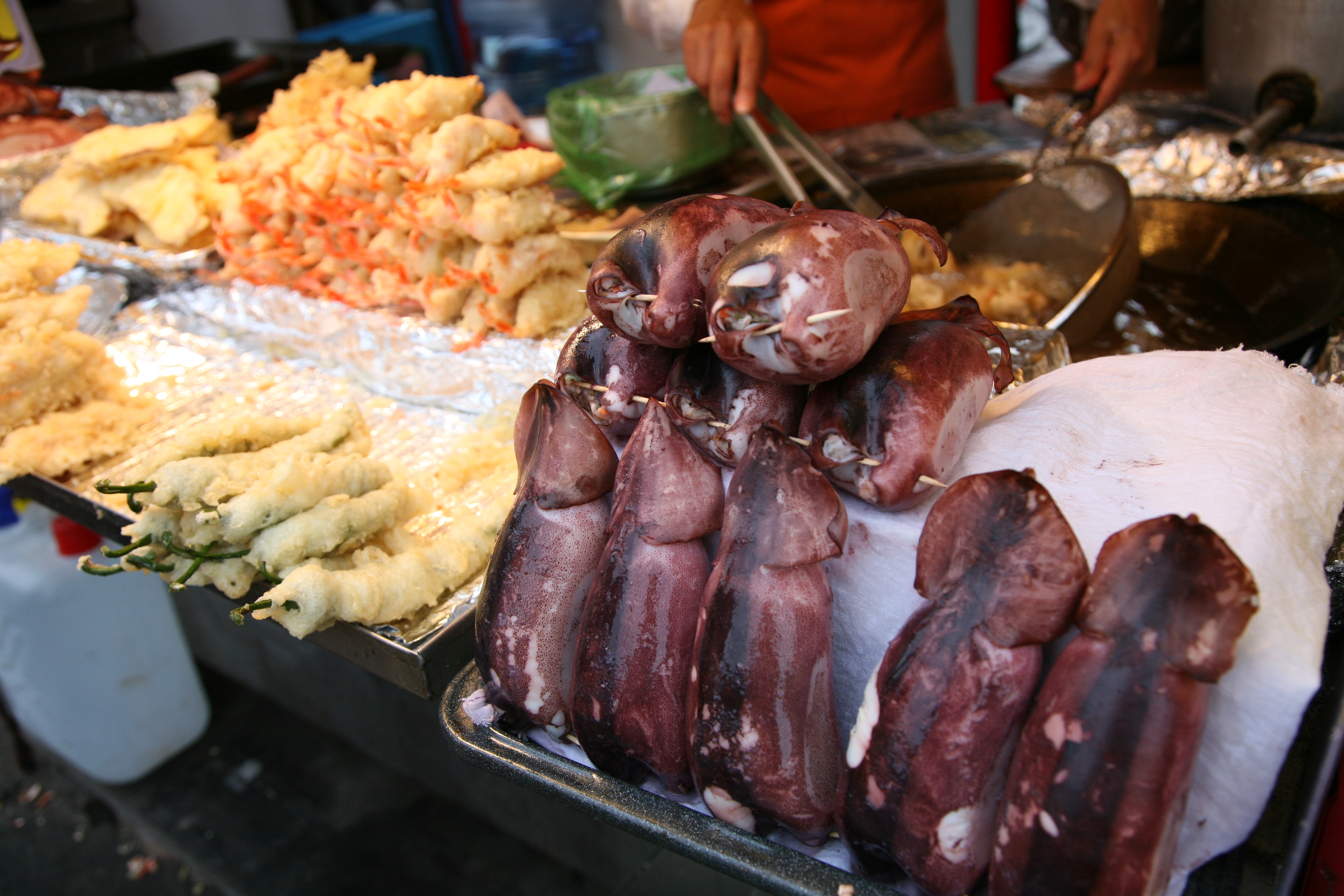
Jobbról balra: thügim és odzsingo szunde, azaz tintahalba töltött véres hurka
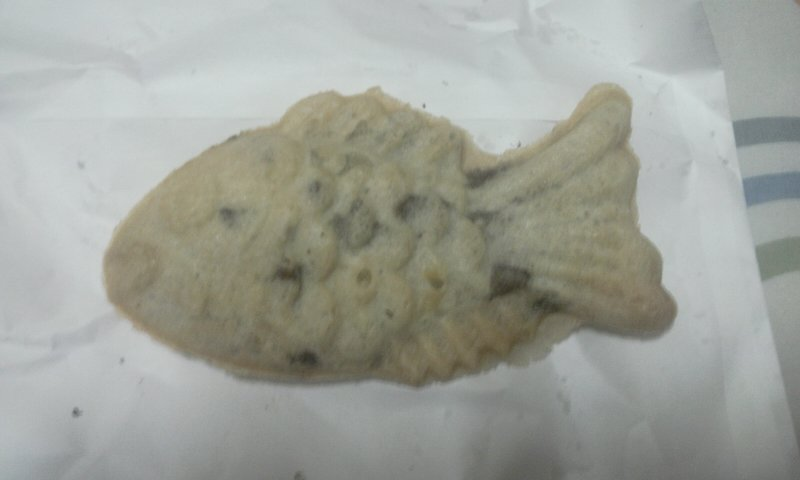
Pungoppang: a gofrihoz hasonlóan sütött, hal formájú édes palacsintatészta, vörösbabkrém töltelékkel

A phodzsangmacshák általában illegális helyek, az önkormányzatok egyre többet záratnak be belőlük, mert nem tartják őket higiénikusnak és úgy vélik, rontják a városképet. Ennek ellenére ezek az étkezdék rendkívül népszerűek a helyiek körében. Gyakran szerepelnek a koreai sorozatokban is helyszínként.